# 鄭義豐
鄭義豐（1851年—1937年3月5日），泰語名豐·德差瓦尼，綽號二哥豐，又名鄭智勇，是一位活躍於20世紀初期的暹羅（泰國）華僑商人、慈善家、秘密結社成員。

## 早年
鄭義豐於1851年出生在中國廣東潮州潮阳縣的深浦乡寨外村（现潮阳区金浦镇寨外街道）。其父鄭詩生是一個農民，在第一次鴉片戰爭期間逃離中國，死於去暹羅的途中。其母隨後再婚，而鄭義豐自己移民暹羅，定居於曼谷。

## 事業
鄭義豐為賭場大亨劉繼賓賣命期間加入了暹羅唐人街的天地會組織，後奠定了其在組織中老二的地位，因此被稱為「二哥豐」，隨後在老大去世後繼任為首領。
鄭義豐成功向暹羅國王朱拉隆功爭取到自己對賭場的包稅權。1909年，華僑反對國王不久前的稅收改革並發起三天罷工。鄭義豐反對華僑的主張並拒絕參加罷工。1918年6月，國王瓦栖拉兀賜予他「德差瓦尼」（ Taechawanit）這一泰語姓氏以及「帕·阿努哇拉差尼永」（ Phra Anuwatratchaniyom）的爵位。鄭義豐開始在暹羅建立企業集團，包括當鋪、一家印刷廠、一家航運公司、一家劇院以及該國最大的賭場。其位於曼谷Phlapphla Chai的豪宅同時也是這個財團的總部。
他在暹羅和中國創立不少學校，還資助報紙和慈善機構。他曾向廣東的家鄉捐款，例如1918年廣東水災的時候他曾捐贈38萬銀元用於賑災。

## 晚年及遺產
鄭義豐同情孫中山領導的中國國民黨，在1911年清朝滅亡後，他向孫中山贈送了數量不詳的象牙。晚年他經歷了一系列經濟挫折，最知名的就是他失去了包稅執照。1937年3月5日在曼谷去世，享年84歲。曼谷一條由他出资建設的路以他的名字命名。他的豪宅被捐贈給國家，現為Phlapphachai警察局。
由於他的「賭王」地位，二哥豐死後被神化為「運氣使者」，並受到泰國賭徒的普遍崇拜。他亦受到海外潮州僑民的崇拜，有「生有二哥豐，死有大峰公」的說法。